# 田口弘 (詩人)

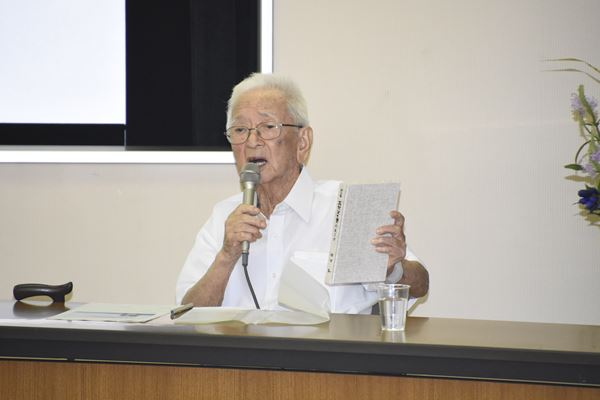
2016年講演会

田口 弘（たぐち ひろし、1922年3月18日 - 2017年2月9日）は、日本の詩人。埼玉県東松山市の元教育委員会教育長。
高村光太郎や高田博厚などの文化人と親交を持ち、東松山市の小中学校の校歌の作詞を多く手がけた。

「日本スリーデーマーチの育ての父」と言われ、また、東武東上線高坂駅前の高坂彫刻プロムナード（高田博厚彫刻群）建設のため尽力するなど、東松山市の教育と体育・文化・芸術に対する顕著な活動を行った。

## 経歴
1922年（大正11年）3月18日、埼玉県武州松山町（現：埼玉県東松山市松葉町）に生まれる。旧制松山中学校を経て、東京府大泉師範学校専攻科卒業。志村第三国民学校に赴任後、南西方面艦隊司令部付海軍教員として、フィリピンよりインドネシア・スラバヤ等に着任、終戦後プジョン、レンパン島収容所を経て復員。
1946年（昭和21年）から1972年（昭和47年）まで東松山市立松山中学校教諭。1963年（昭和38年）日教組中央執行委員（教育文化部担当）、1968年（昭和43年）埼玉県教組委員長。県長期派遣教員として明治大学聴講生（大岡信教室）。続いて埼玉県労働金庫専務理事。1976年（昭和51年）より東松山市教育委員会教育長を16年半務める。退職後日本ウォーキング協会副会長、評議員会長、東松山市中央図書館顧問、東松山市文化団体協議会長、ギャラリー運営委員長など兼ねる。その間、埼玉県教育功労賞、文部省大臣表彰等を受ける。松山聖ルカ幼稚園理事長として幼児教育に尽力する。
晩年には、敬愛していた高村光太郎の書簡などを東松山市に寄贈した。資料は東松山市立図書館で「田口弘文庫 高村光太郎資料コーナー」として公開されている。

## 年譜
- 1922年（大正11年）3月18日 - 埼玉県武州松山町に生まれる。
- 1936年（昭和11年) - 控え捕手として臨んだ全国中等学校野球大会県予選会で豊岡実業に0-72で敗退。
- 1937年（昭和12年） - 旧制松山中学校3年生の時に国語教師として赴任した柳田知常に出会い、高村光太郎に心酔、以来高村光太郎の文章などを漏らさずスクラップする。
- 1940年（昭和15年） - 東京府大泉師範学校専攻科に入学。
- 1944年（昭和19年） - 志村第三国民学校（現：板橋区立志村第三小学校）赴任。出征前に駒込林町の高村光太郎アトリエを訪ね、『うつくしきものみつ』『世界はうつくし』の色紙を書いてもらう[12]。南西方面艦隊司令部付海軍教員。
- 1945年（昭和20年） - フィリピンから移動中にバシー海峡で撃沈され、泳いで助かりインドネシア・スラバヤ等に着任。
- 1946年（昭和21年） - 終戦後プジョン、レンパン島収容所を経て復員。東松山市立松山中学校教諭として赴任。
- 1947年（昭和22年） - 岩手県太田村山口（現：花巻市太田）に疎開し独居自炊していた高村光太郎[13]を再訪、バシー海峡に沈めてしまった『うつくしきものみつ』『世界はうつくし』の色紙を再び書いてもらう[11]。『ジャワ詩抄』を高村に送る。
- 1949年（昭和24年） - 長男誕生の三日後に高村光太郎から新約聖書『ロマ書』の条幅が届き[11]、命名に「光」の字を使う。松山中学校の教え子を連れて岩手の高村光太郎を訪問、「詩は書けなくてもいい。詩と離れない生活をすることです」と言葉をかけられる。
- 1950年（昭和26年） - 高村光太郎のスクラップノートを『高村光太郎選集』編集のため提供するよう草野心平に頼まれる。
- 1951年（昭和27年） - 中央公論社『高村光太郎選集』第1回配本が高村光太郎より直接送り届けられ、以来全6巻が配本されるたびに送られる。
- 1956年（昭和31年） - 4月2日に高村光太郎が逝去、青山斎場での葬儀に参列。
- 1963年（昭和38年） - 日教組中央執行委員（教育文化部担当）。
- 1965年（昭和40年） - 第9回連翹忌（高村光太郎の命日、4月2日）に参加し、高田博厚と知り合う。
- 1968年（昭和43年） - 埼玉県教組委員長となる。県長期派遣教員として明治大学聴講生（大岡信教室）。
- 1972年（昭和47年） - 松山中学校教諭を定年退職後、埼玉県労働金庫専務理事に就任。
- 1976年（昭和51年） - 東松山市教育委員会教育長に就任。
- 1980年（昭和55年） - 第3回日本スリーデーマーチを東松山市で実施（第2回までは群馬県新町で開催）、中央公民館（現：松山市民活動センター）で高田博厚彫刻展・講演会を開催[3]。
- 1983年（昭和58年） - 東松山市内の全小中学校の日本スリーデーマーチ参加を決断。
- 1984年（昭和59年） - 東松山市立新宿小学校に高村光太郎の揮毫による「正直親切」の石碑を建立。
- 1986年（昭和61年） - 高坂駅西口に高田博厚の彫刻作品を2体設置。
- 1987年（昭和62年） - 高坂駅西口に高田博厚の彫刻作品を14体設置。
- 1989年（昭和62年） - 高坂駅西口に高田博厚の彫刻作品を11体設置。
- 1992年（平成4年） - 東松山市教育委員会教育長退任。その後日本ウォーキング協会副会長、評議員会長、東松山市中央図書館顧問、市文化団体協議会長、ギャラリー運営委員長など兼ねる。その間、県教育功労賞、文部省大臣表彰等を受ける。松山聖ルカ幼稚園理事長として幼児教育に尽力する。
- 1994年（平成6年）高坂駅西口に高田博厚の彫刻作品[14]を5体設置、高坂彫刻プロムナード（高田博厚彫刻群）[15]完成。第37回高村祭で記念講演『詩と離れない生活』。盛岡少年刑務所での第17回高村光太郎祭で講演『心はいつでも新しく』。
- 2002年（平成14年） - 詩『けさ八十歳』執筆。日本スリーデーマーチ第25回記念大会を特集した朝日新聞のインタビューで高村光太郎、高田博厚に言及。
- 2010年（平成22年） - 朝日スポーツ賞受賞。
- 2016年（平成28年） - 高村光太郎の書簡や書幅を東松山市へ寄贈[9][8]
- 2017年（平成29年）2月9日 - 東松山市で逝去[1][16]。
- 2018年（平成30年） - 東松山市立図書館に田口弘からの寄贈資料を常設展示する「高村光太郎資料コーナー」[11]がオープン[12]。

## 作詞した校歌
現存する学校のもの。
- 東松山市立青鳥小学校校歌[17]
- 東松山市立新宿小学校第二校歌[18]
- 東松山市立桜山小学校校歌[19]
- 東松山市立東中学校校歌[20]
- 東松山市立北中学校校歌
- 東松山市立白山中学校校歌[21]

## 関連動画
- 元東松山市教育委員会教育長 田口弘が語る高村光太郎、高田博厚

1. 『高村光太郎との思い出を語る』田口弘 - YouTube
2. 『高村光太郎書簡等寄贈記者会見』田口弘 - YouTube
3. 『高村光太郎との交流について』田口弘 - YouTube

- 高村光太郎連翹忌運営委員会代表 小山弘明による「田口弘と高村光太郎、高田博厚の関係性について」

1. 『田口弘と高村光太郎 交差する二つの詩魂』 - YouTube
2. 『高田博厚、田口弘、高村光太郎 東松山に輝いたオリオンの三つ星』 - YouTube